# Elezioni parlamentari in Bangladesh del 2018
Le elezioni parlamentari in Bangladesh del 2018 si sono tenute il 30 dicembre per il rinnovo dello Camera della Nazione.

## Sistema elettorale
I 350 membri della Jatiya Sangsad sono eletti direttamente da 300 circoscrizioni utilizzando il voto first-past-the-post in collegi uninominali, 50 seggi sono alle donne. I seggi riservati sono distribuiti in base alla quota proporzionale di voti dei partiti contendenti. La legislatura dura cinque anni.

## Controversie
Le elezioni sono state caratterizzate da un clima di violenza, nel quale molti membri di partiti d'opposizione hanno subito intimidazioni e sono stati costretti a ritirarsi dalla competizione. Inoltre il processo di voto è stato fortemente criticato da molti organismi internazionali che hanno riscontrato molte irregolarità, secondo essi probabilmente ci sono stati brogli elettorali.

## Risultati
- Risultati relativi a 300 collegi su 300.

| Liste                                                  | Voti       | %     | Seggi |
| ------------------------------------------------------ | ---------- | ----- | ----- |
| Lega Popolare Bengalese                                | 55 987 344 | 74,92 | 303   |
| Jatiya Party                                           | 3 986 084  | 5,33  | 27    |
| Jatiya Samajtantrik Dal                                | 732 258    | 0,98  | 2     |
| Partito dei Lavoratori del Bangladesh                  | 644 072    | 0,86  | 2     |
| Bikalpa Dhara Bangladesh                               | 564 549    | 0,76  | 2     |
| Bangladesh Tarikat Federation                          | 243 559    | 0,33  | 1     |
| Zaker Party                                            | 89 283     | 0,12  | –     |
| Altri <0,10%                                           | 84 096     | 0,11  | 1     |
| Totale Grand Alliance                                  | 62 331 245 | 83,41 | 337   |
| Partito Nazionalista del Bangladesh                    | 9 059 182  | 12,12 | 5     |
| Gono Forum                                             | 430 793    | 0,58  | 2     |
| Krishak Sramik Janata League                           | 143 896    | 0,19  | –     |
| Totale Oikyafront                                      | 9 633 871  | 12,89 | 7     |
| Islami Andolan Bangladesh                              | 1 032 007  | 1,38  | –     |
| Khelafat Majlish                                       | 108 539    | 0,15  | –     |
| Altri <0,10%                                           | 219 996    | 0,29  | –     |
| Totale 20-party alliance                               | 328 535    | 0,44  | –     |
| Alleanza della Sinistra Democratica (CPB - SPB - RWPB) | 73 240     | 0,10  | –     |
| Altri <0,10%                                           | 73 664     | 0,10  | –     |
| Indipendenti                                           | 1 259 304  | 1,69  | 4     |
| Seggi vacanti                                          | –          | –     | 2     |
| Totale                                                 | 74 731 866 | 100   | 350   |